# Isotopes du cérium
Le cérium (Ce, numéro atomique 58) possède 39 isotopes connus, de nombre de masse variant de 119 à 157, ainsi que 10 isomères nucléaires. Parmi eux, quatre sont stables : 136Ce, 138Ce, 140Ce et 142Ce, et forment l'intégralité du cérium naturel, 140Ce étant majoritaire. On attribue au cérium une masse atomique standard de 140,116(1) u.
Le cérium possède donc des radioisotopes, tous artificiels, et un nombre important d'entre eux ont une demi-vie se comptant en jours : 144Ce (284,91 jours), 139Ce (137,641 jours), 143Ce (33,039 jours), 141Ce (32,508 jours), 135Ce (17,7 jours), 137Ce (9 jours) et 134Ce (3,16 jours). Tous les autres isotopes ont une demi-vie inférieure à un jour, et la plupart inférieure à une minute.
Parmi les isomères nucléaires celui à la plus longue demi-vie est 137mCe (34,4 jours).
Les radioisotopes plus légers que les isotopes stables se désintègrent tous principalement par émission de positron (désintégration β+) en isotopes du lanthane, à l’exception de 134Ce et 139Ce qui se désintègrent par capture électronique, également en isotopes du lanthane. Les isotopes les plus lourds se désintègrent eux tous par désintégration β− en isotopes du praséodyme.

## Cérium naturel
Le cérium naturel est composé des quatre isotopes stables 136Ce, 138Ce, 140Ce et 142Ce. Parmi ceux-ci, 136Ce, 138Ce et 142Ce sont théoriquement capables de désintégration bêta bien que le phénomène n'ait jamais été observé.
| Isotope | Abondance (pourcentage molaire) | Gamme de variation naturelle |
| ------- | ------------------------------- | ---------------------------- |
| 136Ce   | 0,185 (2) %                     | 0,185 - 0,186                |
| 138Ce   | 0,251 (2) %                     | 0,251 - 0,254                |
| 140Ce   | 88,450 (51) %                   |                              |
| 142Ce   | 11,114 (51) %                   |                              |

## Table des isotopes
| Symbole de l'isotope | Z (p)                | N (n)                | Masse isotopique (u) | Demi-vie          | Mode(s) de désintégration, | Isotope(s) -fils | Spin nucléaire |
| Symbole de l'isotope | Énergie d'excitation | Énergie d'excitation | Énergie d'excitation | Demi-vie          | Mode(s) de désintégration, | Isotope(s) -fils | Spin nucléaire |
| -------------------- | -------------------- | -------------------- | -------------------- | ----------------- | -------------------------- | ---------------- | -------------- |
| 119Ce                | 58                   | 61                   | 118,95276(64)#       | 200# ms           | β+                         | 119La            | 5/2+#          |
| 120Ce                | 58                   | 62                   | 119,94664(75)#       | 250# ms           | β+                         | 120La            | 0+             |
| 121Ce                | 58                   | 63                   | 120,94342(54)#       | 1,1(1) s          | β+                         | 121La            | (5/2)(+#)      |
| 122Ce                | 58                   | 64                   | 121,93791(43)#       | 2# s              | β+                         | 122La            | 0+             |
| 122Ce                | 58                   | 64                   | 121,93791(43)#       | 2# s              | β+, p                      | 121Ba            | 0+             |
| 123Ce                | 58                   | 65                   | 122,93540(32)#       | 3,8(2) s          | β+                         | 123La            | (5/2)(+#)      |
| 123Ce                | 58                   | 65                   | 122,93540(32)#       | 3,8(2) s          | β+, p                      | 122Ba            | (5/2)(+#)      |
| 124Ce                | 58                   | 66                   | 123,93041(32)#       | 9,1(12) s         | β+                         | 124La            | 0+             |
| 125Ce                | 58                   | 67                   | 124,92844(21)#       | 9,3(3) s          | β+                         | 125La            | (7/2−)         |
| 125Ce                | 58                   | 67                   | 124,92844(21)#       | 9,3(3) s          | β+, p                      | 124Ba            | (7/2−)         |
| 126Ce                | 58                   | 68                   | 125,92397(3)         | 51,0(3) s         | β+                         | 126La            | 0+             |
| 127Ce                | 58                   | 69                   | 126,92273(6)         | 29(2) s           | β+                         | 127La            | 5/2+#          |
| 128Ce                | 58                   | 70                   | 127,91891(3)         | 3,93(2) min       | β+                         | 128La            | 0+             |
| 129Ce                | 58                   | 71                   | 128,91810(3)         | 3,5(3) min        | β+                         | 129La            | (5/2+)         |
| 130Ce                | 58                   | 72                   | 129,91474(3)         | 22,9(5) min       | β+                         | 130La            | 0+             |
| 130mCe               | 2453,6(3) keV        | 2453,6(3) keV        | 2453,6(3) keV        | 100(8) ns         |                            |                  | (7−)           |
| 131Ce                | 58                   | 73                   | 130,91442(4)         | 10,2(3) min       | β+                         | 131La            | (7/2+)         |
| 131mCe               | 61,8(1) keV          | 61,8(1) keV          | 61,8(1) keV          | 5,0(10) min       | β+                         | 131La            | (1/2+)         |
| 132Ce                | 58                   | 74                   | 131,911460(22)       | 3,51(11) h        | β+                         | 132La            | 0+             |
| 132mCe               | 2340,8(5) keV        | 2340,8(5) keV        | 2340,8(5) keV        | 9,4(3) ms         | TI                         | 132Ce            | (8−)           |
| 133Ce                | 58                   | 75                   | 132,911515(18)       | 97(4) min         | β+                         | 133La            | 1/2+           |
| 133mCe               | 37,1(8) keV          | 37,1(8) keV          | 37,1(8) keV          | 4,9(4) j          | β+                         | 133La            | 9/2−           |
| 134Ce                | 58                   | 76                   | 133,908925(22)       | 3,16(4) j         | CE                         | 134La            | 0+             |
| 135Ce                | 58                   | 77                   | 134,909151(12)       | 17,7(3) j         | β+                         | 135La            | 1/2(+)         |
| 135mCe               | 445,8(2) keV         | 445,8(2) keV         | 445,8(2) keV         | 20(1) s           | TI                         | 135Ce            | (11/2−)        |
| 136Ce                | 58                   | 78                   | 135,907172(14)       | Observé stable    | Observé stable             | Observé stable   | 0+             |
| 136mCe               | 3095,5(4) keV        | 3095,5(4) keV        | 3095,5(4) keV        | 2,2(2) µs         |                            |                  | 10+            |
| 137Ce                | 58                   | 79                   | 136,907806(14)       | 9,0(3) j          | β+                         | 137La            | 3/2+           |
| 137mCe               | 254,29(5) keV        | 254,29(5) keV        | 254,29(5) keV        | 34,4(3) j         | TI (99,22 %)               | 137Ce            | 11/2−          |
| 137mCe               | 254,29(5) keV        | 254,29(5) keV        | 254,29(5) keV        | 34,4(3) j         | β+ (0,779 %)               | 137La            | 11/2−          |
| 138Ce                | 58                   | 80                   | 137,905991(11)       | Observé stable    | Observé stable             | Observé stable   | 0+             |
| 138mCe               | 2129,17(12) keV      | 2129,17(12) keV      | 2129,17(12) keV      | 8,65(20) ms       | TI                         | 138Ce            | 7-             |
| 139Ce                | 58                   | 81                   | 138,906653(8)        | 137,641(20) j     | CE                         | 139La            | 3/2+           |
| 139mCe               | 754,24(8) keV        | 754,24(8) keV        | 754,24(8) keV        | 56,54(13) s       | TI                         | 139Ce            | 11/2−          |
| 140Ce                | 58                   | 82                   | 139,9054387(26)      | Stable            | Stable                     | Stable           | 0+             |
| 140mCe               | 2107,85(3) keV       | 2107,85(3) keV       | 2107,85(3) keV       | 7,3(15) µs        |                            |                  | 6+             |
| 141Ce                | 58                   | 83                   | 140,9082763(26)      | 32,508(13) j      | β−                         | 141Pr            | 7/2−           |
| 142Ce                | 58                   | 84                   | 141,909244(3)        | Observé stable    | Observé stable             | Observé stable   | 0+             |
| 143Ce                | 58                   | 85                   | 142,912386(3)        | 33,039(6) j       | β−                         | 143Pr            | 3/2−           |
| 144Ce                | 58                   | 86                   | 143,913647(4)        | 284,91(5) j       | β−                         | 144mPr           | 0+             |
| 145Ce                | 58                   | 87                   | 144,91723(4)         | 3,01(6) min       | β−                         | 145Pr            | (3/2−)         |
| 146Ce                | 58                   | 88                   | 145,91876(7)         | 13,52(13) min     | β−                         | 146Pr            | 0+             |
| 147Ce                | 58                   | 89                   | 146,92267(3)         | 56,4(10) s        | β−                         | 147Pr            | (5/2−)         |
| 148Ce                | 58                   | 90                   | 147,92443(3)         | 56(1) s           | β−                         | 148Pr            | 0+             |
| 149Ce                | 58                   | 91                   | 148,9284(1)          | 5,3(2) s          | β−                         | 149Pr            | (3/2−)#        |
| 150Ce                | 58                   | 92                   | 149,93041(5)         | 4,0(6) s          | β−                         | 150Pr            | 0+             |
| 151Ce                | 58                   | 93                   | 150,93398(11)        | 1,02(6) s         | β−                         | 151Pr            | 3/2−#          |
| 152Ce                | 58                   | 94                   | 151,93654(21)#       | 1,4(2) s          | β−                         | 152Pr            | 0+             |
| 153Ce                | 58                   | 95                   | 152,94058(43)#       | 500# ms [>300 ns] | β−                         | 153Pr            | 3/2−#          |
| 154Ce                | 58                   | 96                   | 153,94342(54)#       | 300# ms [>300 ns] | β−                         | 154Pr            | 0+             |
| 155Ce                | 58                   | 97                   | 154,94804(64)#       | 200# ms [>300 ns] | β−                         | 155Pr            | 5/2−#          |
| 156Ce                | 58                   | 98                   | 155,95126(64)#       | 150# ms           | β−                         | 156Pr            | 0+             |
| 157Ce                | 58                   | 99                   | 156,95634(75)#       | 50# ms            | β−                         | 157Pr            | 7/2+#          |

1. ↑  En gras pour les isotopes avec des demi-vies plus grandes que l'âge de l'univers (presque stables).
2. ↑  Abréviations :
CE : capture électronique ;
TI : transition isomérique.
3. ↑  Isotopes stables en gras.
4. ↑  Théoriquement capable de β+β+ en 136Ba avec une demi-vie supérieure à 38×1015 années
5. ↑  Théoriquement capable de β+β+ en 138Ba avec une demi-vie supérieure à 150×1012 années
6. 1 2 3 4 5  Produit de fission
7. ↑  Théoriquement capable de fission spontanée
8. ↑  Théoriquement capable de β−β− en 142Nd avec une demi-vie supérieure à 50×1015 années

### Remarques
- L'évaluation de la composition isotopique est valable pour la plupart des échantillons commerciaux, mais pas tous.
- Il existe des échantillons géologiques exceptionnels dont la composition isotopique est en dehors de l'échelle donnée. L'incertitude sur la masse atomique de tels spécimens peut excéder les valeurs données.
- Les valeurs marquées # ne sont pas purement dérivées des données expérimentales, mais aussi au moins en partie à partir des tendances systématiques. Les spins avec des arguments d'affectation faibles sont entre parenthèses.
- Les incertitudes sont données de façon concise entre parenthèses après la décimale correspondante. Les valeurs d'incertitude dénotent un écart-type, à l'exception de la composition isotopique et de la masse atomique standard de l'IUPAC qui utilisent des incertitudes élargies.

## Applications
Le cérium 138 n'est pas radioactif mais il est radiogénique : c'est le produit de la désintégration β− du lanthane 138, de demi-vie 102 ± 1 Ga. Sa concentration dans un minéral ou une roche augmente donc au fil du temps, d'autant plus vite que ce minéral ou cette roche a un rapport chimique La/Ce plus élevé. Cette évolution est mise à profit par la méthode lanthane-cérium de datation des échantillons géologiques.
Comme pour d'autres éléments ayant un isotope radiogénique, la composition isotopique du cérium peut aussi être utilisée comme traceur des processus pétrologiques,.